# Chestnut Ridge Park
Le Chestnut Ridge Park est un parc de 4,91 km2 situé à Orchard Park dans l'État de New York, initialement nommé pour les châtaigniers (chestnuts en anglais) de ses collines.
Le parc a la particularité d'avoir une flamme éternelle naturelle dans une petite grotte derrière des chutes d'eau nommée Eternal Flame Falls. Son origine est la présence de gaz naturel dont le mécanisme géologique de renouvellement n'est pas complètement compris.